# Zuzana Bergrová
Zuzana Bergrová (née le 24 novembre 1984) est une athlète tchèque spécialiste du sprint, des haies et du relais. 

## Palmarès
| Date | Compétition                       | Lieu      | Résultat | Épreuve     | Temps         |
| ---- | --------------------------------- | --------- | -------- | ----------- | ------------- |
| 2008 | Championnats du monde en salle    | Valence   | 4e       | 4 × 400 m   | 3 min 34 s 53 |
| 2010 | Championnats du monde en salle    | Doha      | 2e       | 4 × 400 m   | 3 min 30 s 05 |
| 2011 | Championnats d'Europe par équipes | Stockholm | 5e       | 4 × 400 m   | 3 min 29 s 95 |
| 2011 | Championnats du monde             | Daegu     | 5e       | 4 × 400 m   | 3 min 26 s 57 |
| 2012 | Championnats d'Europe             | Helsinki  | 7e       | 400 m haies | 56 s 26       |
| 2012 | Championnats d'Europe             | Helsinki  | 3e       | 4 × 400 m   | 3 min 26 s 02 |
| 2012 | Jeux olympiques                   | Londres   | 6e       | 4 x 400 m   | 3 min 27 s 77 |

### Records
| Épreuve          | Performance | Lieu     | Date         |
| ---------------- | ----------- | -------- | ------------ |
| 200 mètres       | 24 s 25     | Prague   | 6 juin 2010  |
| 400 mètres       | 53 s 05     | Ostrava  | 27 mai 2010  |
| 400 mètres haies | 55 s 78     | Helsinki | 28 juin 2012 |